# Bromocriptină
Bromocriptina este un medicament derivat de ergolină ce prezintă mai multe indicații terapeutice, fiind și un antiparkinsonian. Calea de administrare disponibilă este cea orală.
Este utilizată mai rar, având un risc de a induce fibroză pulmonară, în special la doză mare.
Molecula a fost patentată în 1968 și a fost aprobată pentru uz medical în anul 1975.

## Utilizări medicale
Bromocriptina este utilizată în tratamentul următoarelor tulburări: 
- neurologice: boala Parkinson
- endocrinologice: hiperprolactinemie, prolactinoame, acromegalie, tulburări ale ciclului menstrual
- sindromul neuroleptic malign indus de antipsihotice

## Farmacologie
Bromocriptina este un stimulant direct și de durată al receptorilor dopaminergici de tipul D2. De asemenea, are acțiune stimulantă dopaminergică la nivelul neuronilor tubero-infundibulari de la nivelul hipotalamusului, ceea ce duce la inhibarea secreției de prolactină.